# 백승희
백승희(1986년 9월 12일~)는 대한민국의 배우이다.

## 연기 활동

### 드라마
- 2007년 KBS1 일일연속극 《미우나 고우나》 ... 이수정 역
- 2009년 KBS2 대하드라마 《천추태후》 ... 문덕황후 역
- 2009년 MBC 일일시트콤 《지붕 뚫고 하이킥》 ... 미스백 역
- 2010년 SBS 특별기획 《시크릿 가든》 ... 박채린 역
- 2011년 KBS2 월화드라마 《강력반》 ... 신유미 역
- 2011년 MBC 수목드라마 《나도, 꽃!》 ... 이영희 역
- 2012년 MBC 수목드라마 《아이두 아이두》 ... 엄유진 역
- 2012년 MBC 주말 특별기획 《메이퀸》 ... 조민경 역
- 2014년 KBS2 TV소설 《순금의 땅》 ... 한진경 역
- 2015년 tvN 일일드라마 《울지 않는 새》 ... 오유미 역
- 2016년 OCN 주말드라마 《동네의 영웅》
- 2016년 MBC 월화드라마 《캐리어를 끄는 여자》
- 2017년 tvN 토일드라마 《화유기》 ... 목각귀 신부 역
- 2018년 KBS1 일일연속극 《내일도 맑음》 ... 이한나 역
- 2019년 MBC 주말 특별기획 《황금정원》 ... 서혜영 역(10회, 11회 특별출연)
- 2020년 tvN 수목드라마 《오 마이 베이비》 ... 박연호 역
- 2020년 KBS1 일일드라마 《누가 뭐래도》 ... 서가은 역
- 2020년 TV조선 토일드라마 《복수해라》 ... 송선미 역(특별출연)
- 2021년 KBS2 주말드라마 《오케이 광자매》 ... 배슬 처 역(특별출연)
- 2022년 디즈니+ 수요드라마 《키스 식스 센스》 ... 은정선배 역(특별출연)
- 2022년  넷플릭스 수요드라마 《블랙의 신부》 ... 한정옥 역
- 2022년 tvN 금토드라마 《블라인드》 … 염혜진 역
- 2023년 JTBC 수목드라마 《이 연애는 불가항력》 … 정 소의 역

### 뮤직비디오
- 2008년 윤화재인 - 사랑이 이런거였니
- 2008년 엘비스 - 오빠가 미안하다
- 2009년 태양 - Wedding Dress
- 2010년 백지영 - 시간이 지나면

## 광고
- 클린앤 클리어(2008년)
- SK텔레콤 - 자동로밍(2008년)
- KTF(2009년)
- 동서식품(2009년)
- 인천공항(2009년)
- 스타벅스(2009년)
- 맥도날드(2009년)
- 삼성전자 옙(2009년)

## 수상
- 2003년 세계 베스트 모델 선발대회 한국대표 선발전 1위